# Vers la bataille
Pour plus de détails, voir Fiche technique et Distribution.
Vers la bataille est un film français réalisé par Aurélien Vernhes-Lermusiaux et sorti en 2021.

## Synopsis
Durant l'Expédition du Mexique au milieu du XIXe siècle, Louis, un photographe français, a réussi à convaincre un général de l’armée française de l’envoyer à l’étranger pour photographier les combats. Sur place, Louis va découvrir un pays qu’il ne connaît pas et dans lequel il s’enlise. Sans repère, seul, souvent perdu et de plus en plus fatigué, il a du mal à se déplacer avec son matériel photographique très encombrant. Les jours défilent et il n’a toujours pas pris le moindre cliché de la guerre car il ne réussit pas à trouver les champs de bataille. C’est la rencontre inattendue avec Pinto, un paysan mexicain, qui va lui permettre de se remettre en marche et d’interroger la raison profonde de sa présence au Mexique. Les deux hommes vont lier leur destin et alors qu’ils pensaient se protéger et avancer plus vite, ils vont rapidement devoir lutter contre les fantômes de leur passé.

## Fiche technique
- Titre : Vers la bataille
- Réalisation : Aurélien Vernhes-Lermusiaux
- Scénario : Aurélien Vernhes-Lermusiaux et Olivier Demangel
- Photographie : David Chambille
- Montage : Thomas Glaser
- Son : Jocelyn Robert, Julien Roig, Emmanuel Croset
- Musique : Stuart Staples
- Producteur : Julien Naveau
- Société de production : Noodles Production
- Sofica : LBPI 11
- Société de distribution : Rezo Films (France)
- Ventes internationales : Be for Films
- Pays de production :  France
- Format : couleur - 1,85:1
- Durée : 89 minutes
- Genre : drame
- Date de sortie : France - 26 mai 2021

## Distribution
- Malik Zidi : Louis
- Leynar Gomez : Pinto
- Thomas Chabrol : le Général Trochu
- Maxence Tual : le déserteur
- Cosme Castro : le lieutenant Barbu
- Andrew Leland Rogers : Matthew Sullivan
- Nelson Camayo : l'officier mexicain
- Olivier Chantreau : Marcus
- Sébastien Chassagne : Francis
- David Ojalvo : le soldat américain

## Production

### Tournage
Le tournage s'est déroulé en Colombie en mai et juin 2018, à Villa de Leyva, dans le département de Boyacá.

## Accueil

### Sélection
- La première mondiale a lieu en compétition officielle au 32e Festival international du film de Tokyo en novembre 2019.

## Distinctions

### Récompenses
- 2021 : Le film a été élu meilleur premier film du Prix Louis-Delluc 2021[2].
- 2020 : Le film a reçu le Prix de la Presse au Festival War on Screen.